# Victor Li Tzar-kuoi
Victor Li Tzar-kuoi, verkürzt auch: Victor Li, (chinesisch 李澤鉅, Pinyin Lǐ Zéjù, Jyutping Lei5 Zaak6geoi6, kantonesisch Li, Tzar-kuo; * 1. August 1964 in Hongkong) ist ein chinesisch-kanadischer Geschäftsmann aus Hongkong. Er ist Vorstandsvorsitzender und Co-Geschäftsführer von CK Hutchison Holdings Limited, der Vorstandsvorsitzende und Geschäftsführer von CK Asset Holdings Limited sowie der Vorsitzende von CK Infrastructure Holdings Limited.
Unter der Führung von Victor Li erwirtschaftete die CK Hutchison Holdings im Jahr 2022 einen Reingewinn von 5,13 Milliarden US-Dollar. 2020 wurde sein Vermögen auf 26,5 Milliarden USD geschätzt.

## Leben

### Frühe Jahre
Victor Li wurde 1964 als Sohn von Li Ka-shing in Hongkong geboren und hat, wie sein jüngerer Bruder, die kanadische Staatsbürgerschaft. Er besuchte das St. Paul’s Co-educational College in Hongkong. Anschließend erwarb er den BSc-Abschluss und den MSc-Abschluss in Bauingenieurwesen an der Stanford University. Ferner wurde ihm der Ehrendoktortitel Doctor of Laws, honoris causa (LL.D.) der University of Western Ontario verliehen.

### Beruflicher Werdegang
Li begann seine Karriere mit der Leitung des kanadischen Unternehmens Husky Energy, einer Mehrheitsbeteiligung von CK Hutchison, und stieg nach seiner Rückkehr nach Hongkong in die Zentrale von CK Hutchison im Jahr 1990 im Management des Konzerns auf.
Im Jahr 2018 übernahm er den Vorsitz und die Geschäftsführung von CK Asset Holdings Limited sowie den Vorsitz und die Mitgeschäftsführung von CK Hutchison Holdings Limited von seinem mittlerweile 90-jährigen Vater Li Ka-shing.
2020 war Li für den Merger von Husky Energy mit Cenovus verantwortlich. Die Kaufsumme von 18 Milliarden USD wurde in Form einer 15,7 % Beteiligung an Cenovus bezahlt.
Victor Li ist Vorsitzender und Co-Geschäftsführer von CK Hutchison Holdings Limited. Vorsitzender und geschäftsführender Direktor von CK Asset Holdings Limited, der CK Infrastructure Holdings Limited und der CK Life Sciences Int'l., (Holdings) Inc. Außerdem ist er nicht geschäftsführender Direktor und stellvertretender Vorsitzender weiterer Energieunternehmen und der Hongkong and Shanghai Banking Corporation.

## Entführung
Victor Li wurde 1996 auf dem Heimweg von der Arbeit von dem Kriminellen „Big Spender“ Cheung Tze-keung entführt. Victors Vater, Li Ka-shing, zahlte ein Lösegeld von 1,038 Milliarden HK$ direkt an Cheung, der persönlich zu Li Ka-shings Haus gekommen war. Victor Li soll nach einer Nacht freigelassen worden sein. Bei der Polizei in Hongkong wurde nie eine Anzeige erstattet. Stattdessen wurde der Fall von den Behörden des chinesischen Festlandes weiterverfolgt, was 1998 zur Hinrichtung von Big Spender führte. Nach Hongkonger Recht wäre die Todesstrafe nicht möglich gewesen. Es kursierten Gerüchte über einen Deal zwischen Li Ka-Shing und dem Festland, doch als Li darauf angesprochen wurde, wies er diese Vermutung zurück.